# Neuville-Day
Neuville-Day ist eine französische Gemeinde mit 170 Einwohnern (Stand 1. Januar 2022) im Département Ardennes in der Region Grand Est im Kanton Attigny.
Südöstlich des Orts verläuft der Canal des Ardennes. Durch die Ortslage zieht sich die Départementsstraße 25, auf die hier die Départementsstraße 28 trifft. Zur Gemeinde gehört das etwa eineinhalb Kilometer nordwestlich gelegene Dorf Day. Westlich des Dorfes liegt der Wald Bois du Vivier.

## Geschichte
Sowohl im Ersten als auch im Zweiten Weltkrieg kam es zu schweren Zerstörungen im Ort. Während einer französischen Offensive im Ersten Weltkrieg wurde das Dorf im November 1918 durch französischen Artilleriebeschuss und beim Vorrücken der deutschen Truppen im Zweiten Weltkrieg im Mai 1940 durch Brände zerstört. Das Dorf wurde jeweils wiederaufgebaut.

## Weblinks

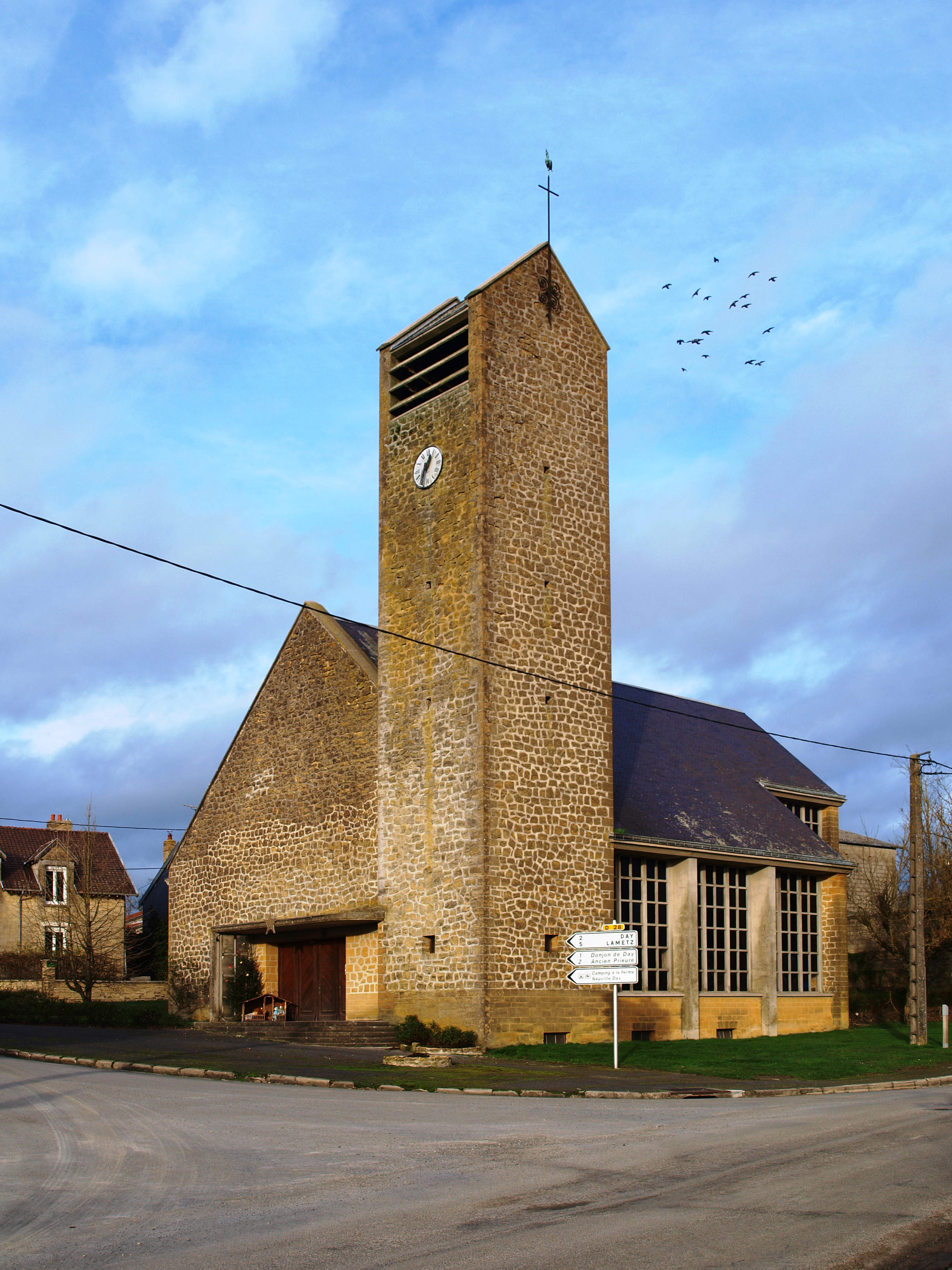
Kirche Saint-Thibault

### Bevölkerungsentwicklung
| Jahr                       | 1962 | 1968 | 1975 | 1982 | 1990 | 1999 | 2010 | 2016 |
| Einwohner                  | 257  | 220  | 193  | 185  | 162  | 154  | 171  | 160  |
| Quellen: Cassini und INSEE |      |      |      |      |      |      |      |      |